# San Mauro di Saline
San Mauro di Saline är en ort och kommun i provinsen Verona i regionen Veneto i Italien. Kommunen hade 557 invånare (2018).